# Peter Paul Rubens

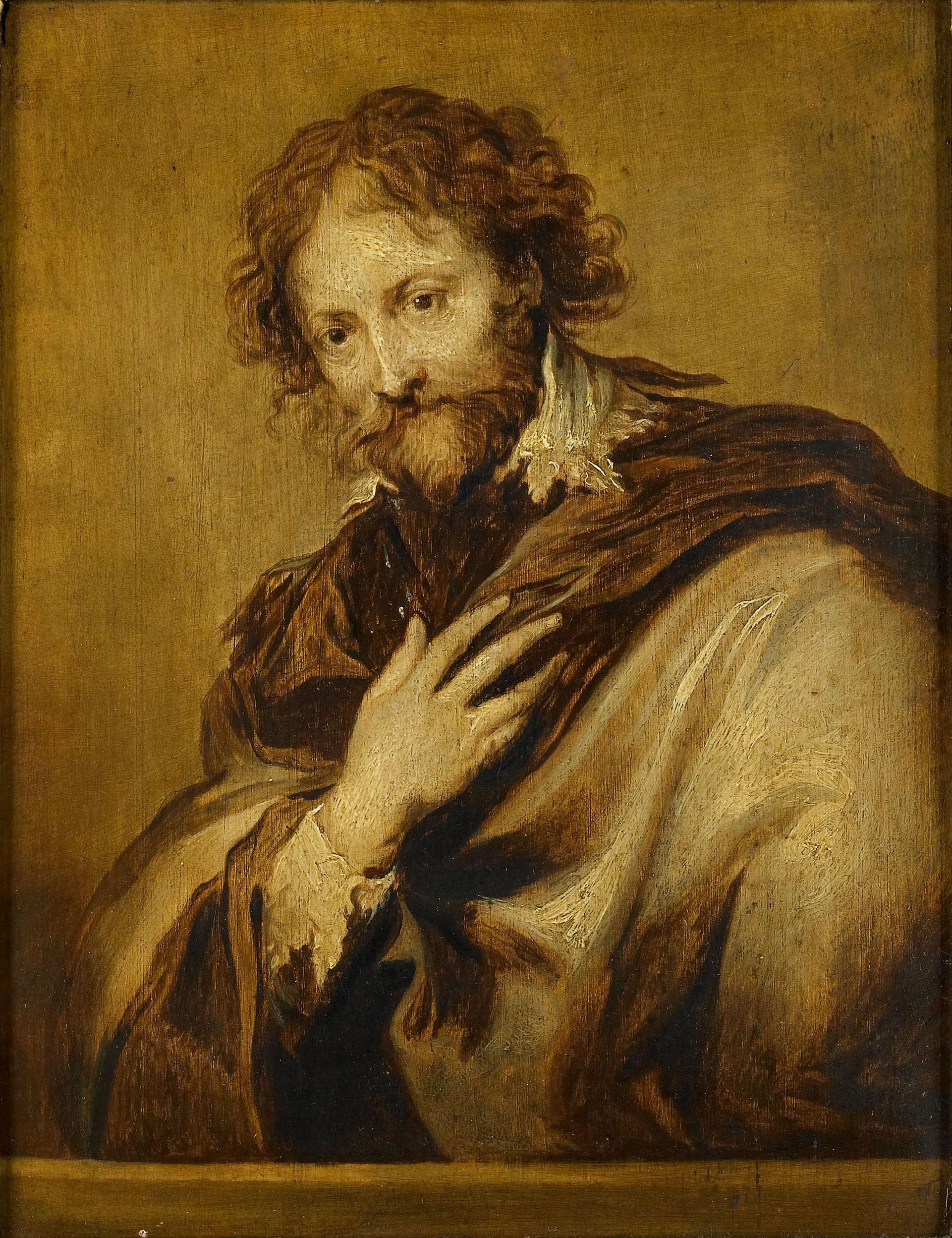
Peter Paul Rubens

Peter Paul Rubens (Siegen, Westfàlia, 28 de juny del 1577 – Anvers, 30 de maig del 1640), va ser un diplomàtic, i el pintor barroc més popular de l'escola flamenca. El seu estil exuberant emfatitzava moviment, color i sensualitat. Va tractar tota classe de temes pictòrics, de religió, d'història, de mitologia clàssica, escenes de caça, retrats, així com il·lustracions per a llibres i dissenys per a tapisseries. Va ser molt prolífic en la producció d'obres; es calcula que va arribar a pintar uns 3.000 quadres gràcies, en part, als membres del seu taller que, pel que sembla, treballaven en cadena. Van ser deixebles seus Jacob Jordaens i van Dyck. Dominava diverses llengües i va ser un gran humanista i un bon diplomàtic.

## Context històric
Al segle xvi, Anvers, la capital de Flandes, era un gran centre de negocis gràcies al seu important port, on arribaven mercaderies de tots els països. Els diners es guanyaven amb facilitat i es gastaven amb molta alegria, no solament en diversions sinó també en cultura, en obres d'art i en obres d'impremta, que es destinaven principalment a la importació.
La pintura a Anvers va seguir les noves tendències del Renaixement gràcies a les aportacions arribades d'Itàlia, que es van estendre per tots els Països Baixos. Dürer, en el seu viatge per aquestes terres de l'any 1520, va conèixer el pintor Quentin Metsys, Joachim Patinir i l'holandès Lucas van Leyden. L'art flamenc es va anar deixant influir pel manierisme i el realisme, que convivia amb la seva pròpia tradició. Amb l'arribada de Pieter Brueghel, aquest artista va saber mostrar una imatge més flamenca en les seves obres, referència des de la qual Rubens va construir una expressió pictòrica total innovadora, que conduiria a la genialitat del barroc.
Els Països Baixos estaven sota el domini espanyol, pel matrimoni de Felip el Bell amb Joana I de Castella i més tard pels seus hereus Carles V i, després de la seva abdicació el 1555, per Felip II. Ni el poble ni part de l'aristocràcia, amb Guillem de Nassau al capdavant, suportaven la dictadura de Felip II, cosa que va portar que, el 15 d'abril del 1566, presentessin a la governadora Margarida de Parma, nomenada per Felip II, una petició coneguda com el compromís dels Nobles, l'objectiu de la qual era la supressió de la Inquisició i la restauració de llibertats. Tot això estava promocionat pels calvinistes, els quals, aprofitant el conflicte que va suposar aquesta petició, van destruir esglésies, van profanar imatges i van incendiar pobles. Per aquesta revolta, la governadora va demanar ajut a Felip II, que va enviar el duc d'Alba. Aquest, l'any 1567, després d'unes batalles i de repressions ferotges, com ara el saqueig d'Anvers de 1576, va fer tornar la pau, i els calvinistes van fugir a Alemanya.
La Guerra de Flandes va concloure amb la independència de les Províncies Unides, però el territori on vivia Rubens va romandre sota dominació espanyola fins al tractat d'Utrecht del 1713, quan tornà a la branca austríaca dels Habsburg. Els seus artistes van treballar i van trobar els seus mecenes entre la monarquia i la reialesa espanyola, que va influir en les seves obres, especialment de temes religiosos i de batalles, així com de retrats. L'escola flamenca de pintura es va consolidar al sud dels Països Baixos, on l'Església catòlica va potenciar les més grans representacions del seu triomf com a religió, aquest triomf va tenir el seu més gran intèrpret en Rubens, que va ser un catòlic profundament creient.

## Biografia

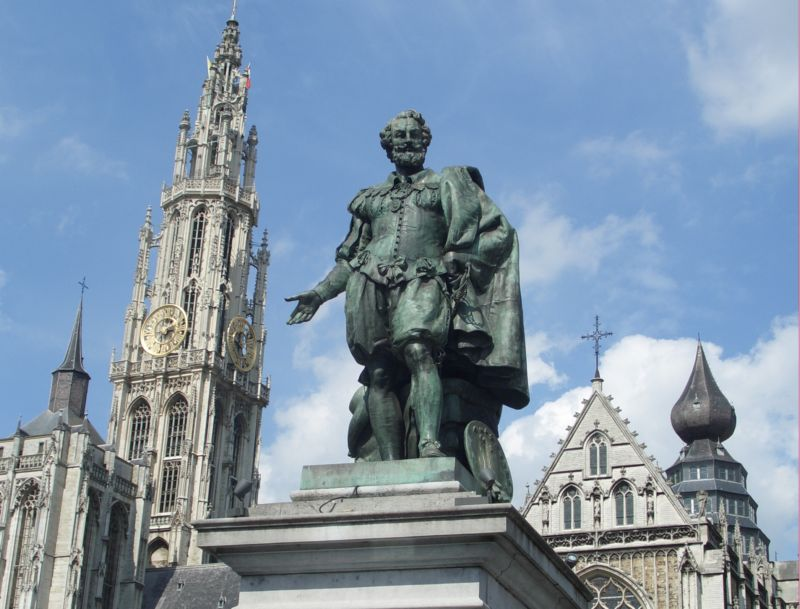
Estàtua de Rubens a Anvers

### Primers anys i joventut
Va néixer a Siegen, Westfàlia (Alemanya). El seu pare, Jan Rubens, era un advocat calvinista d'Anvers (Brabant); l'any 1570, va haver de fugir per motius religiosos i es va refugiar a Colònia, a Rin del Nord-Westfàlia (Alemanya). En aquesta ciutat, l'antic regidor Jan Rubens, casat amb Maria Pypelynckx, va ser nomenat conseller jurídic de l'esposa de Guillem d'Orange, Anna de Saxònia. Guillem d'Orange abandonava sovint la seva muller per anar a la guerra, i eren les ocasions que aprofitava Jan per convertir-se en el seu amant. Després de dos o tres anys, el marit descobrí l'adulteri i ordenà l'empresonament de Jan Rubens al castell de Dillenburg, i va ser posat en llibertat després de dos anys de captiveri, amb el pagament d'una fiança i la imposició de residir a Siegen, una petita població a vuitanta quilòmetres de Colònia. Va ser allà on, després de ser perdonat per la seva esposa, van tenir el seu sisè fill, Peter Paul Rubens; corria l'any 1577. El 1578, davant la mort de la princesa Anna de Saxònia, se li permeté que pogués tornar a Colònia, on, possiblement, Rubens va començar la seva formació artística.
El 1589, dos anys després de la mort del marit, la seva mare va retornar a Anvers, es van convertir al catolicisme i ell va prosseguir amb la seva formació. Va estudiar llatí, alemany, castellà i francès amb Rombaut Verdonck, però les penúries econòmiques de la família el van obligar a abandonar els estudis i va entrar com a patge al servei de la comtessa de Lalaing. No se sap exactament en quines dates, però es creu que va tenir dos mestres de pintura, Adam van Noorth i Otho van Veen (Otto Venius), encara que no sembla que deixessin una empremta artística rellevant en el seu alumne.
No se sap gaire cosa sobre les primeres obres del pintor creades a Anvers. Se sap que havia fet còpies de pintures de Hans Holbein, de Dürer i de Tobias Stimmer. Al testament de la seva mare, Maria Pypelynckx, deia que llegava els seus retrats als seus fills, però que «tots els altres quadres, que són bonics, pertanyen a Peter, que els ha pintats». De les seves obres de joventut, n'existeix una d'un home de mig cos que té a la mà dreta un escaire i un compàs, i a la mà esquerra, subjectat per una cadena, un altre instrument sense identificar; se la coneix amb diversos títols: Retrat d'un jove savi, El rellotger i L'home de vint-i-sis anys. És una pintura a l'oli sobre una planxa de coure de petit format i que es troba en una col·lecció particular de Nova York; al seu dors porta la inscripció de «Petrus Paulus Rubens», i a la part del davant hi ha la data: «MDLXXXXVII», i l'edat del model: «Aetatis XXVI».
Va obtenir el grau de mestre al gremi de Sant Lluc. També als arxius comunals de la ciutat i amb data del 8 de maig del 1600 existeix un certificat de «bons costums i de bona salut» que l'artista va demanar per viatjar a Itàlia.

### Viatge a Itàlia

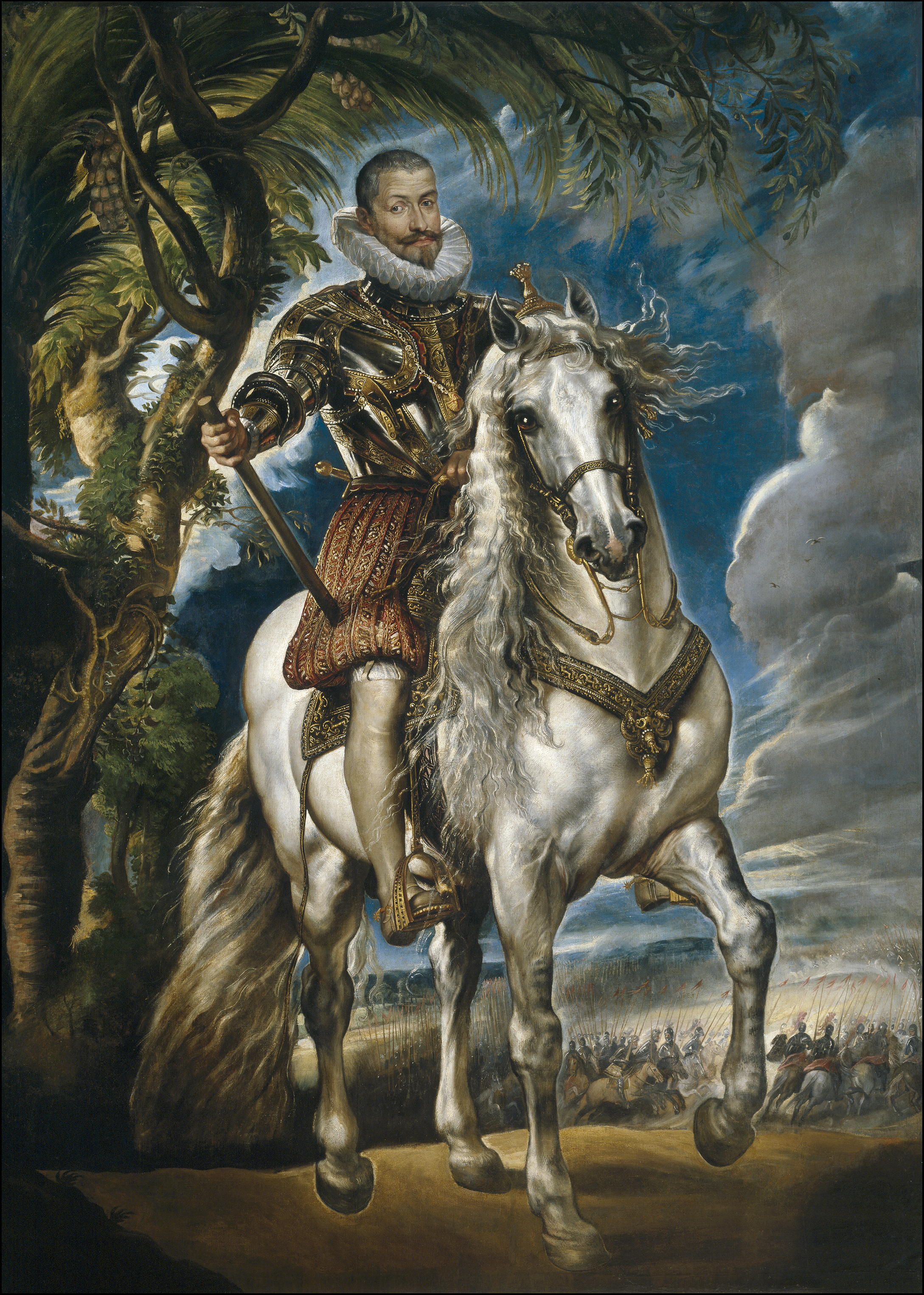
Retrat eqüestre del duc de Lerma (1603) Museu del Prado

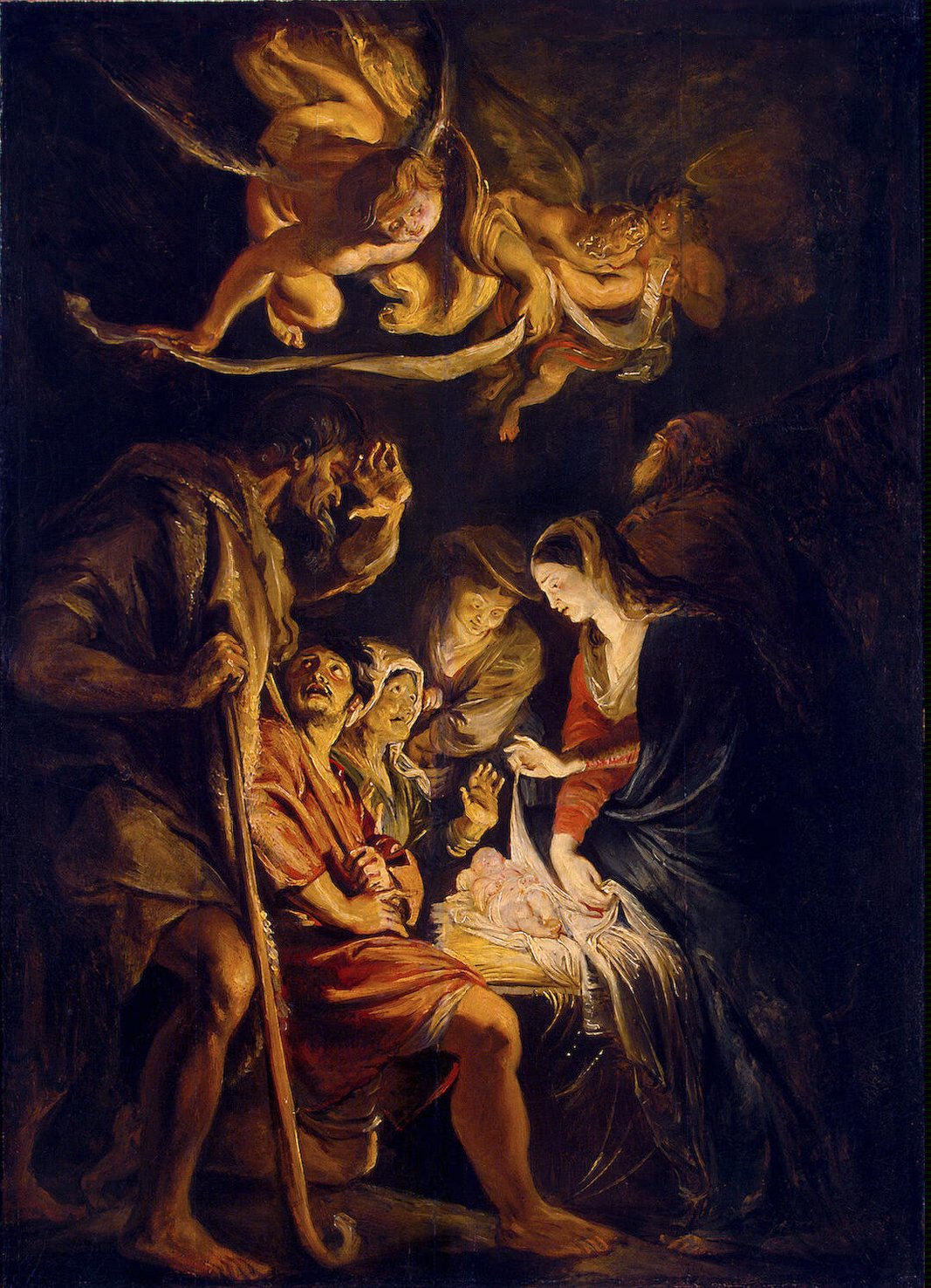
Adoració dels pastors (1608)

El 1600 va estar a Venècia, on va obtenir el càrrec de pintor de la cort del duc de Màntua, Vicenç I Gonzaga, propietari d’una de les millors col·leccions d’art de l’època, la col·lecció Gonzaga. El seu càrrec li obligava a executar els retrats del duc i la seva família, copiar les pintures de grans artistes que desitgés el duc i tenir cura de la decoració dels seus palaus. Els Gonzaga tenien fama de ser uns grans amants de les arts i uns bons mecenes, de manera que Rubens es va trobar amb gran quantitat d'obres importants de grans mestres italians com Ticià, Correggio, Rafael, Tintoretto i Il Veronese; també alguns com Annibale Carracci i Caravaggio, considerats ja de l'incipient estil barroc.
Per ordre del seu mecenes, Rubens es traslladà a Roma per adquirir objectes antics i fer còpies d'altres pintors, amb una carta de recomanació amb data del 18 de juliol del 1601 que anava dirigida al cardenal Alexandre Montaldo, amb aquestes paraules: «a Peter Paul, flamenc, pintor de la meva cort, que envio al vostre costat per copiar i executar algunes obres de pintura...». A Roma se sap que va pintar tres quadres, encarregats per l'arxiduc Albert VII d'Àustria, regent dels Països Baixos, que havien de ser donats a la basílica de la Santa Creu de Jerusalem a Roma. Aquests quadres formaven part d'un tríptic que representava La invenció de la Santa Creu per santa Helena, la Coronació d'espines i l'Elevació de la creu. Allà, estudià l'art de l'antiga Roma i copià obres dels mestres italians; s'aprecia que el seu estil més madur està profundament influït per Ticià.
El 5 de març de 1603 va viatjar a Espanya en una missió diplomàtica; havia de lliurar uns regals enviats pel duc de Màntua al rei Felip III de Castella i al seu ministre el duc de Lerma. Durant la seva estada a Madrid, se li va encarregar diverses pintures sobre busts d'apòstols, actualment conservats al Museu del Prado. Entre aquestes obres, destaca el Retrat eqüestre del duc de Lerma, del qual també es conserven diversos dibuixos preparatoris de la pintura eqüestre final. Aquesta obra mostra un gran equilibri i vigor; el personatge sembla contemplar l'espectador, i el pintor va fer uns escorços del cavall molt ben executats.
De retorn a Màntua, el duc Vicenç Gonzaga li va encarregar un gran tríptic per a l'església dels jesuïtes d'aquesta ciutat, que va superar en grandesa l'anterior tríptic de l'església romana de la Santa Creu de Jerusalem; malauradament, aquesta obra va patir greus danys durant les incursions franceses de l'any 1797. En aquest període, va crear uns plafons per a l'altar de l'església de Santa Maria in Vallicella, a Roma. I a Gènova va pintar retrats per a les famílies més poderoses: els Doria, els Spínola i els Imperiale. Però l'obra més important d'aquest període va ser Adoració dels pastors, per a l'església de Fermo, en què es copsa la influència del realisme de Caravaggio, i la lluminositat de Correggio.

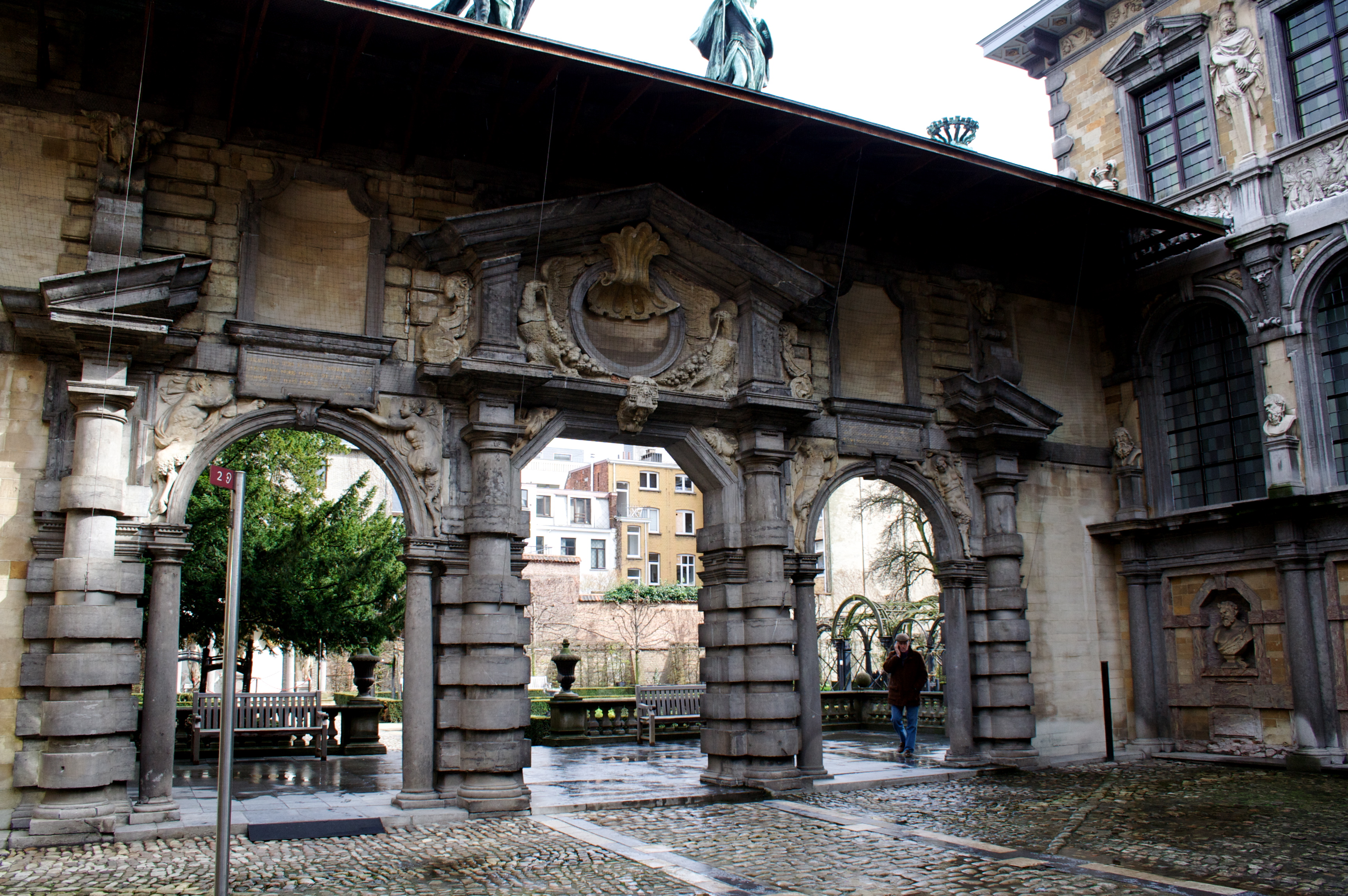
Pòrtic barroc de la casa a Anvers de Rubens

A la mort de la seva mare, el 1608, Rubens retorna a Anvers. Un any més tard, el 3 d'octubre del 1609, es casa a l'església de Sant Miquel amb Isabella Brant, filla de Jan Brant, un important humanista d'Anvers, amb la qual tindrà tres fills. El 23 de setembre del 1609 va ser nomenat pintor de la cort per Albert VII d'Àustria i Isabel Clara Eugènia d'Espanya, governadors dels Països Baixos, amb una pensió de cinc-centes lliures.
El 1610 va anar a viure a la Rubenshuis, una casa d'Anvers dissenyada per ell i que actualment és un museu. La reconstrucció de la casa la va dirigir personalment Rubens, basant-se en els seus coneixements d'arquitectura, en la qual copià l'estil de les vil·les italianes que havia vist a la seva estada a Itàlia. Aquests dissenys incloïen el domicili particular i la seva biblioteca —una de les més grans de la ciutat—, el taller, un pòrtic barroc unint les dues parts de l'edifici i un jardí amb un pavelló. La planta baixa, la va utilitzar com a exposició de les seves obres. Ha estat reconstruïda seguint els esbossos i dibuixos; de la seva part original es conserva el pòrtic barroc i el pavelló del jardí.

### Pintor i diplomàtic

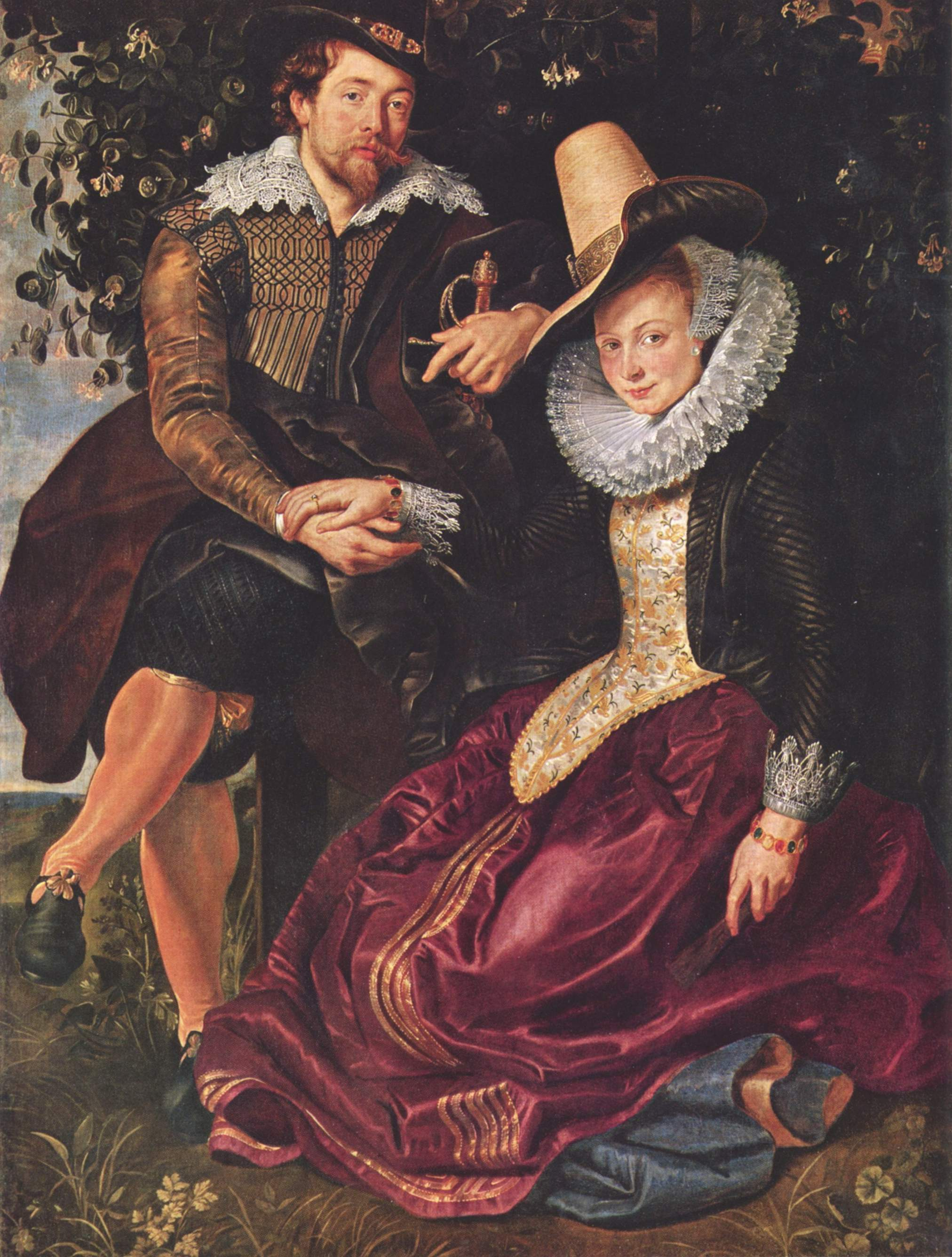
Autoretrat amb la seva esposa Isabella Brant (c.1609-1610) Alte Pinakothek

Durant el seu primer any de matrimoni va pintar l'Autoretrat amb la seva esposa Isabella Brant. Les figures apareixen assegudes en un jardí, abillades amb els seus millors vestits. Rubens, en un banc, i la seva esposa en una posició més baixa; tots dos estan davant d'un xuclamel que simbolitza l'amor i la fidelitat matrimonial, amb les mans dretes unides, fet que indica que ja estan casats. Aquest és el punt de mira central de la pintura que s'estructura al voltant d'una diagonal imaginària que va des de la cama esquerra fins a l'altra mà esquerra, mà en la qual sosté una espasa, potser desitjós de mostrar-se amb un atribut de la noblesa. El quadre, per la seva composició i pel seu colorit, és una mostra de la pintura realista flamenca.
A partir d'aquesta època, se'l reconeix com el pintor més important de Flandes. Els seus retaules L'elevació de la creu (1610) i El descens de la creu (1611-1614), per a la catedral de Nostra Senyora d'Anvers, el van situar com el principal pintor del país. El seu taller es convertí en el més productiu, amb aprenents i oficials que l'ajudaven. A partir del 1617 s'incorpora Van Dyck; també compta amb la col·laboració de Frans Snyders, que s'encarregà de pintar animals, fruita i natures mortes, i de Jan Brueghel el Vell, pintor de flors i bon amic. Ell, amb el seu taller, crearen moltes pintures religioses, com la de l'església dels jesuïtes de Santa Walburga d'Anvers, els retaules dels Miracles de sant Francesc Xavier, Els miracles de sant Ignasi de Loyola i l'Assumpció de la Mare de Déu, de la qual va fer uns magnífics esbossos. En tots aquests encàrrecs, especialment en el de la Mare de Déu, va comptar amb la col·laboració d'un gran nombre de deixebles. Per a la decoració del sostre de l'església es van fer trenta-nou pintures; va acabar l'obra l'any 1620. Les pintures van ser destruïdes per un incendi el 1718, encara que en queden nombrosos esbossos. Rubens va recórrer durant aquesta etapa de la seva carrera a l'ús d'il·lustracions per a llibres —especialment per al seu amic Balthazar I Moretus, propietari de la gran editorial Plantin-Moretus— i estampes per tal d'estendre la seva fama al llarg d'Europa. D'altra banda, es donava el fet que estaven proliferant reproduccions no autoritzades de les seves pintures, en particular a les Províncies Unides, que no li reportaven cap rendiment econòmic i la qualitat de les quals no sempre era precisament la millor, per la qual cosa va prendre la decisió d'editar gravats sota el seu control directe. A més a més, es va assegurar privilegis d'edició, tant als Països Baixos com a les Províncies Unides, i també a Anglaterra, França i Espanya.

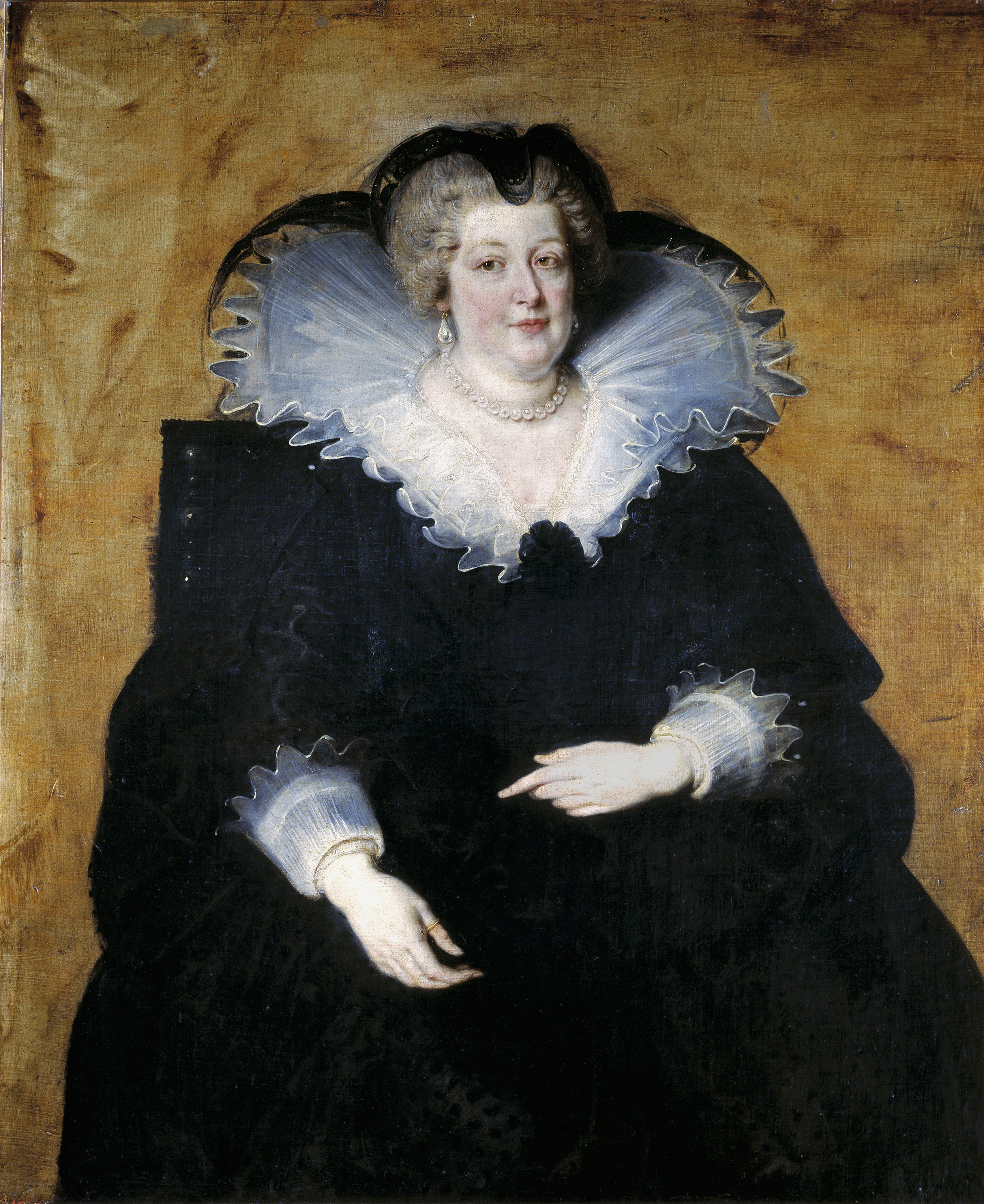
Retrat de Maria de Mèdici (c. 1622). Museu del Prado

Cap a la fi de 1621, l'ambaixador dels arxiducs a la cort de França va elogiar Rubens davant la reina mare Maria de Mèdici, que cercava un decorador per al seu nou palau de Luxemburg. A més, es va afegir als elogis l'arxiduquessa Isabel, molt amiga de Maria de Mèdici, que comptava amb Rubens com un bon diplomàtic per als assumptes polítics de França. Malgrat els nombrosos encàrrecs que tenia a Anvers, Rubens va acceptar i va arribar a París el desembre del 1621; va crear vint-i-una pintures sobre La vida de Maria de Mèdici que havien de col·locar-se en les parets del palau; actualment són al Museu del Louvre. Segons un contracte signat el 22 de febrer del 1622, el pintor es «comprometia a fer vint-i-una representacions sobre les històries de la vida molt il·lustre i les gestes heroiques de la mencionada dama Regna», i presentà l'artista en el moment de la signatura dinou projectes i «altres cinc li seran lliurats durant el treball»; a més a més, tres retrats de la dama.
Tres anys va trigar a finalitzar aquest gran encàrrec; com que Rubens treballava en altres obres, probablement es devia envoltar de nombrosos col·laboradors. Totes aquestes pintures s'utilitzaren com a propaganda política per part del cardenal Richelieu i de Maria de Mèdici; tots dos van indicar modificacions i retocs a l'artista, ja que la vida de Maria havia de mostrar una felicitat completa, de manera que el reflex de la glòria de la dama li va ser imposada. Comença la narració amb el naixement, l'educació i la personalitat de la reina; després queda representat el seu matrimoni amb Enric IV de França, i el naixement de Lluís XIII. Hi ha Enric IV confia la regència a la reina, La coronació de la reina a Saint Denis i l'Apoteosi d'Enric IV. Sobre La partida de la reina de Blois, cal comentar que en la partida de la reina, aquesta fugia del castell per una escala, però a causa de la corpulència de la dama, no podia baixar-hi, i van haver d'embolicar-la en un llençol i lligar-la amb cordes per baixar-la com si fos un paquet; evidentment, en la pintura no apareix res d'aquesta història; van haver de canviar una mica la realitat, i la reina surt per la porta representada com una feble víctima. Rubens es va sotmetre a tots els capritxos dels governants. El conjunt de les vint-i-una narracions es troba instal·lat des del 1953 a la sala dels Estats del Museu del Louvre.

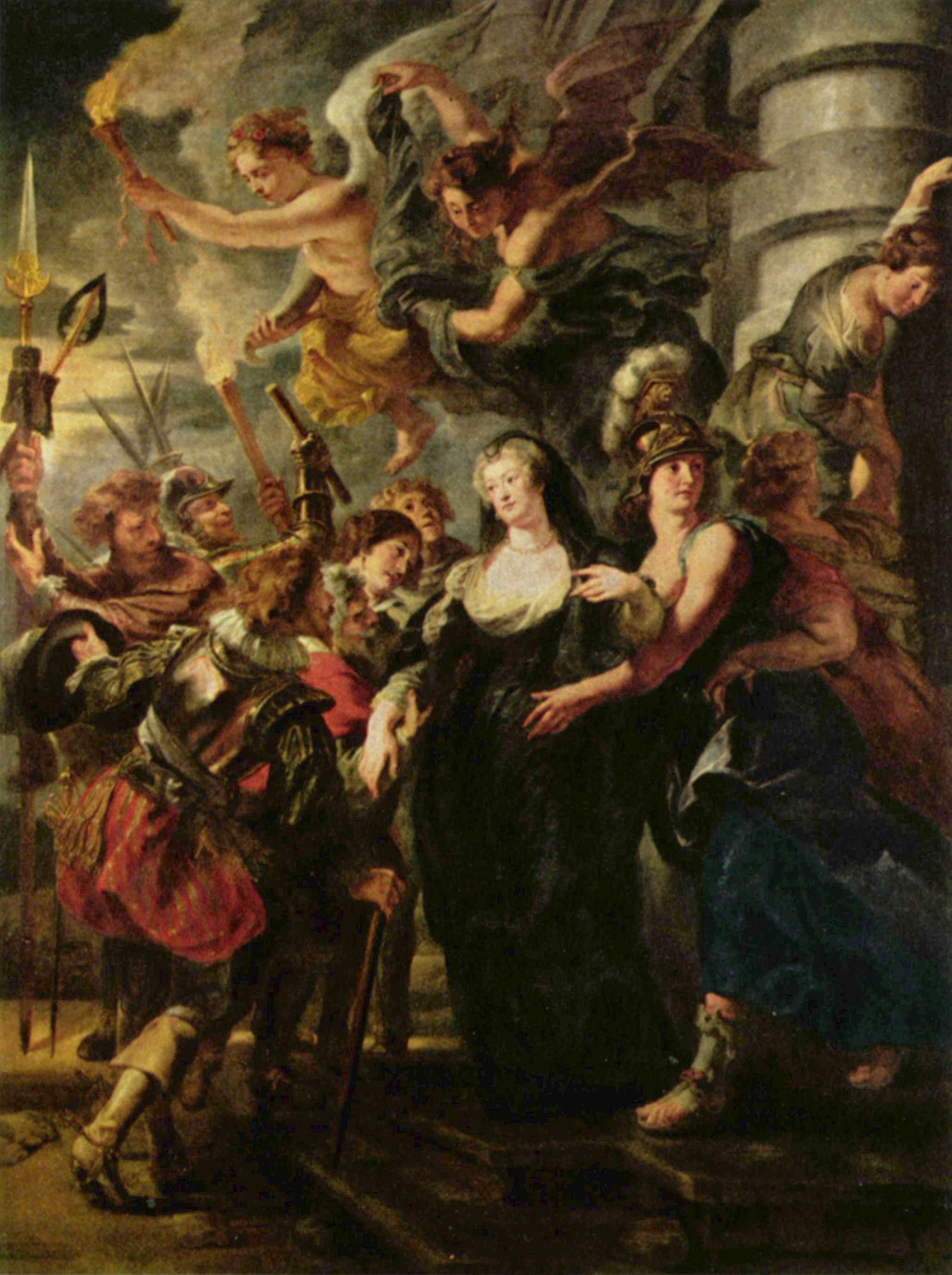
La partida de la reina de Blois
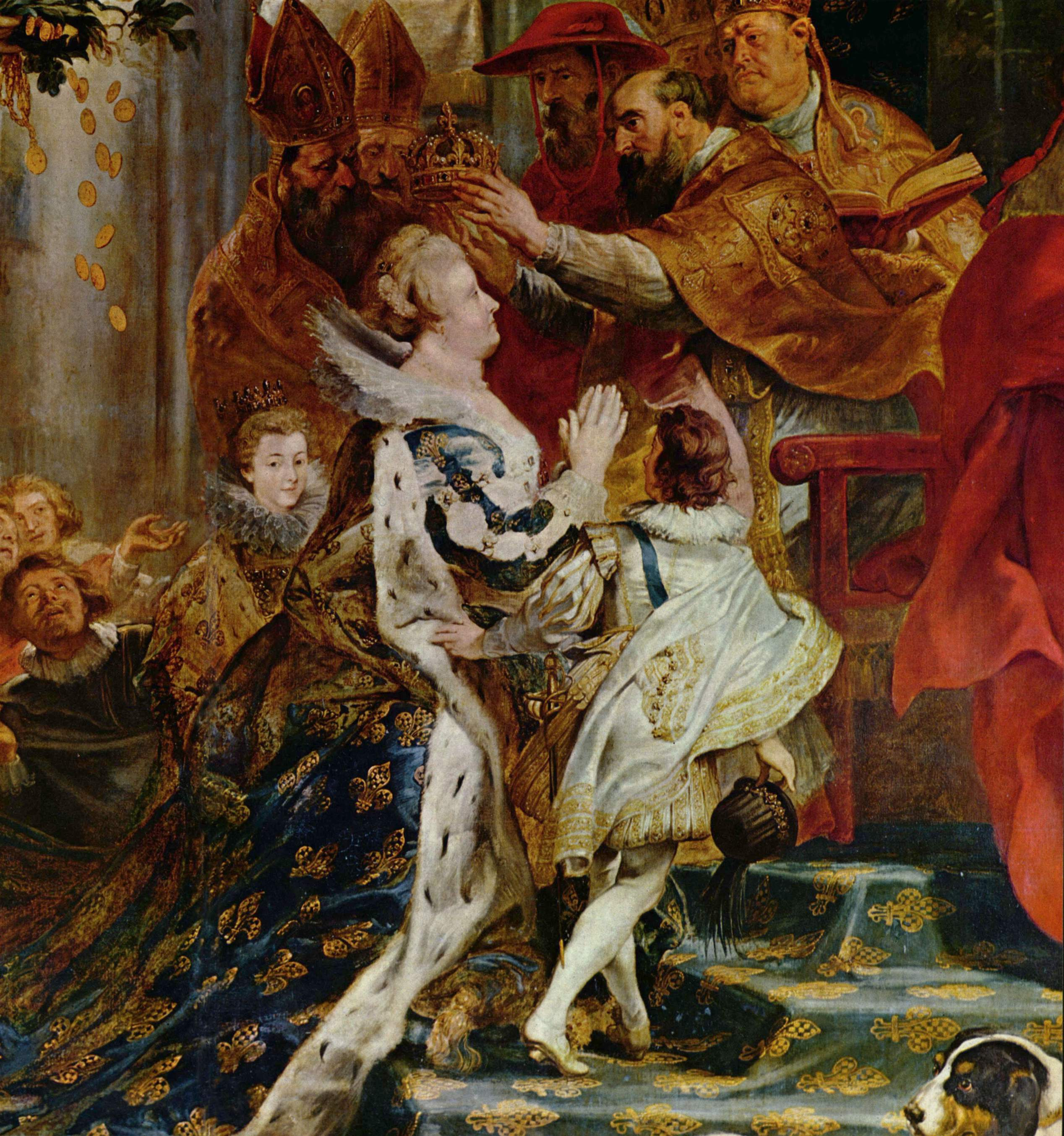
Coronació de la reina a Saint Denis
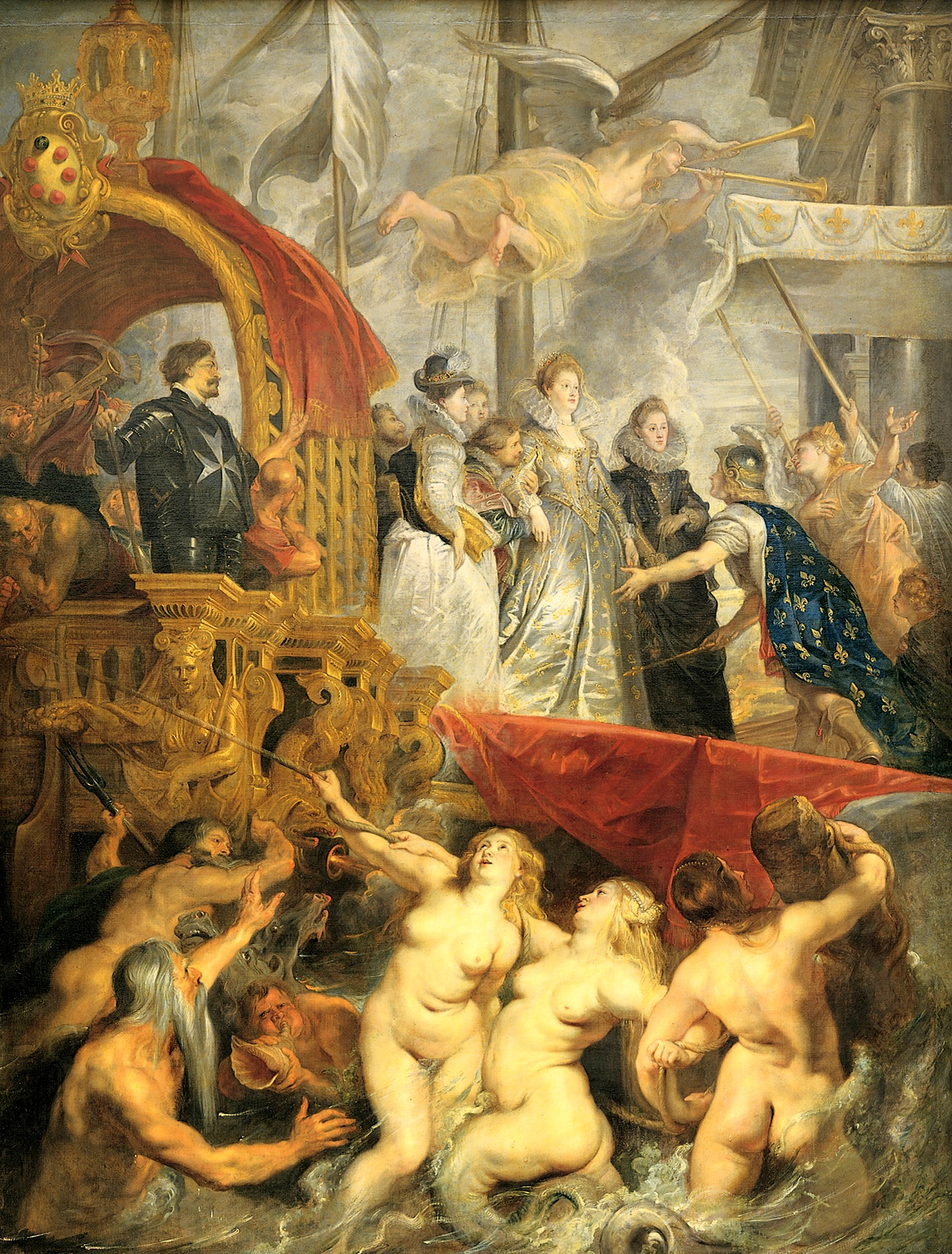
El desembarcament de Maria de Mèdici a Marsella

Durant el període entre 1621 i 1630, els Habsburg espanyols confiaren a Rubens un cert nombre de missions diplomàtiques. Rubens va sol·licitar al rei d'Espanya un ennobliment, al·legant que les seves relacions diplomàtiques amb personalitats d'Europa i les seves freqüents estades a les seves corts l'autoritzaven a fer aquest pas.

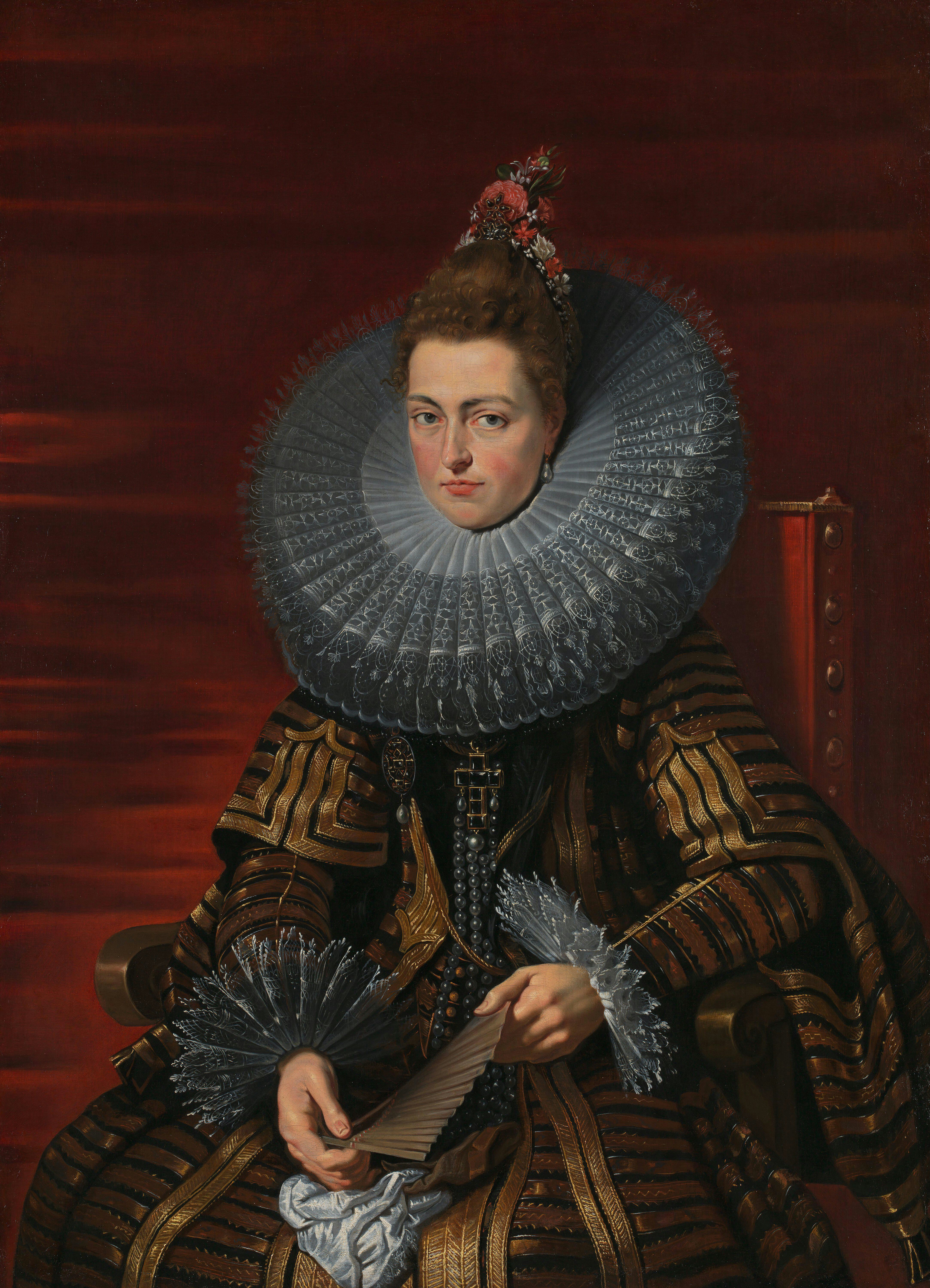
Retrat d'Isabel Clara Eugènia d'Espanya

 El 5 de juny del 1624 es va acceptar aquesta sol·licitud, i se li va enviar la cèdula d'ennobliment amb un blasó; alhora, la regent dels Països Baixos Isabel Clara Eugènia va afegir a la distinció el nomenament com a gentilhome de cambra. Aquell mateix any, el rei Ladislau IV de Polònia va ser acollit com a hoste de l'arxiduquessa Isabel, i aquesta va demanar al pintor que li fes un retrat, obra que actualment es troba al Metropolitan Museum.
També és autor dels esbossos i cartons de tapissos emprats al monestir de Nuestra Señora de la Consolación (Madrid), també conegut com el de les Descalzas reales. Van ser encarregats per la governadora Isabel el 1627, amb la sèrie dedicada al Triomf de l'eucaristia. Després de la invasió napoleònica, els tapissos van ser repartits per diversos museus del món. El 1628, va tornar novament a Madrid en una missió diplomàtica i s'hi va quedar aproximadament un any. Va pintar, per encàrrec del monarca Felip IV, uns deu retrats de familiars del rei. La seva estada al palau Reial li va permetre la visió de pintures de la col·lecció del monarca, estudiant i fent-ne còpies; en particular, copià les de Ticià. Va conèixer Diego Velázquez i amb ell va visitar el monestir de l'Escorial.
Felip IV va decidir d'enviar-lo a Londres mentre s'esperava l'intercanvi d'ambaixadors acreditats per signar la pau. El 5 de juny del 1629 va arribar a la capital d'Anglaterra i va ser rebut pel rei Carles I. Per a ell va fer les pintures Al·legoria de la pau i de la guerra i Sant Jordi i el drac, passant aquestes a formar part de la col·lecció d'art de Carles I. També se li va fer l'encàrrec de pintar el sostre de la casa del Banquet al palau de Whitehall. Una vegada signada la pau, tornà a Brussel·les amb l'informe per a l'arxiduquessa Isabel, que, per ordre del rei d'Espanya, el nomenà secretari del consell privat dels Països Baixos, amb honoraris, però sense haver d'exercir la seva funció.

### Darrers anys
El 1630, quatre anys després de la mort de la seva primera muller el pintor, de 53 anys, es casava amb Hélène Fourment, de 16 anys, filla d'un acabalat comerciant de sedes i tapissos, Daniël Fourment, amb el qual Rubens tenia gran amistat, i de la germana d'Isabella Brant, Clara; fou, per tant, neboda política seva. Rubens havia tingut tres fills amb Isabella, i en va tenir cinc més amb Hélène; el seu darrer fill va néixer vuit mesos després de la seva mort. Els encants d'Hélène apareixen repetits en obres com El jardí de l'amor, Les tres gràcies, i Judici de Paris, pintats per a la cort espanyola i actualment al Museu del Prado.

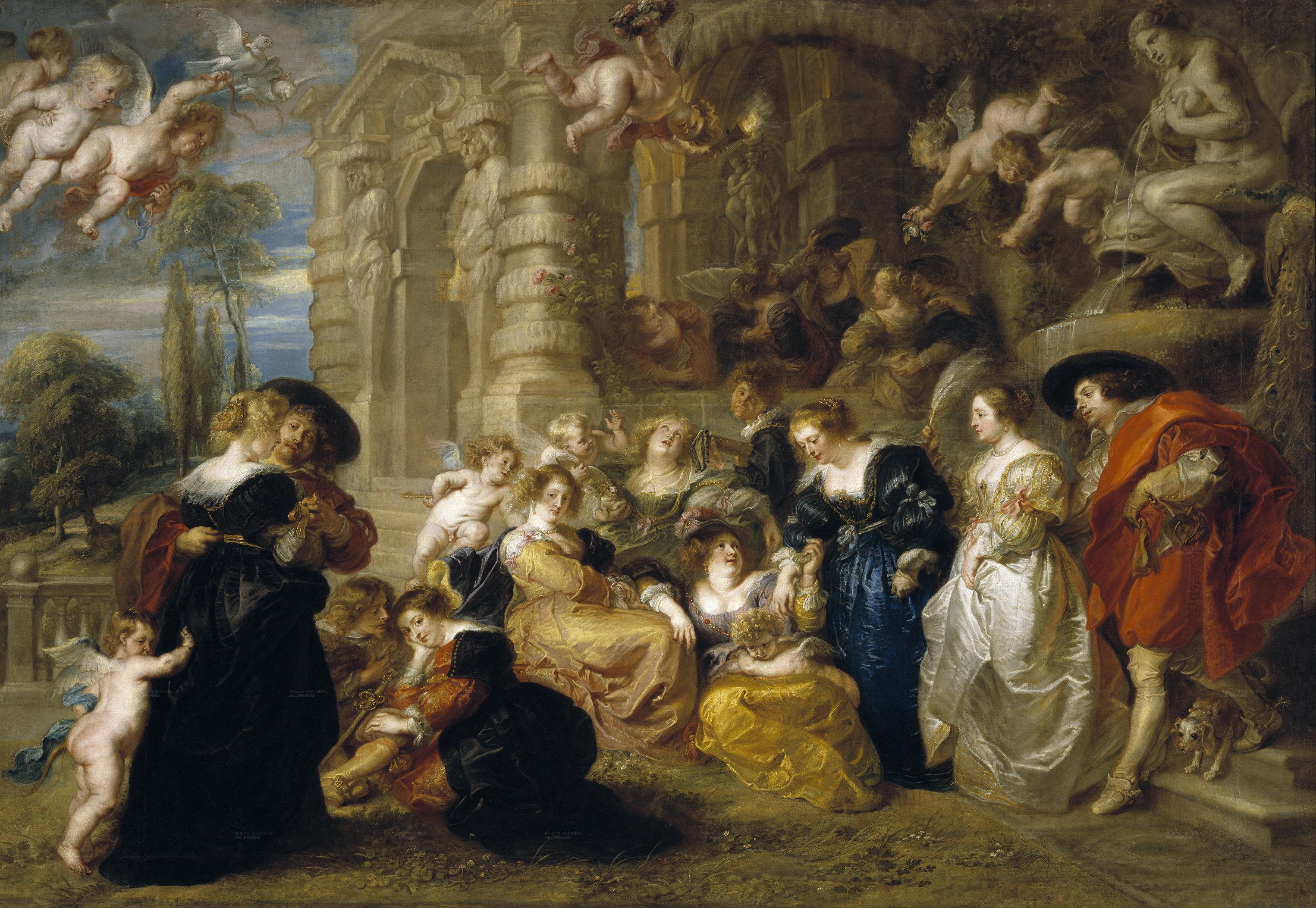
El jardí de l'amor (1630)
Les tres gràcies (c.1638)
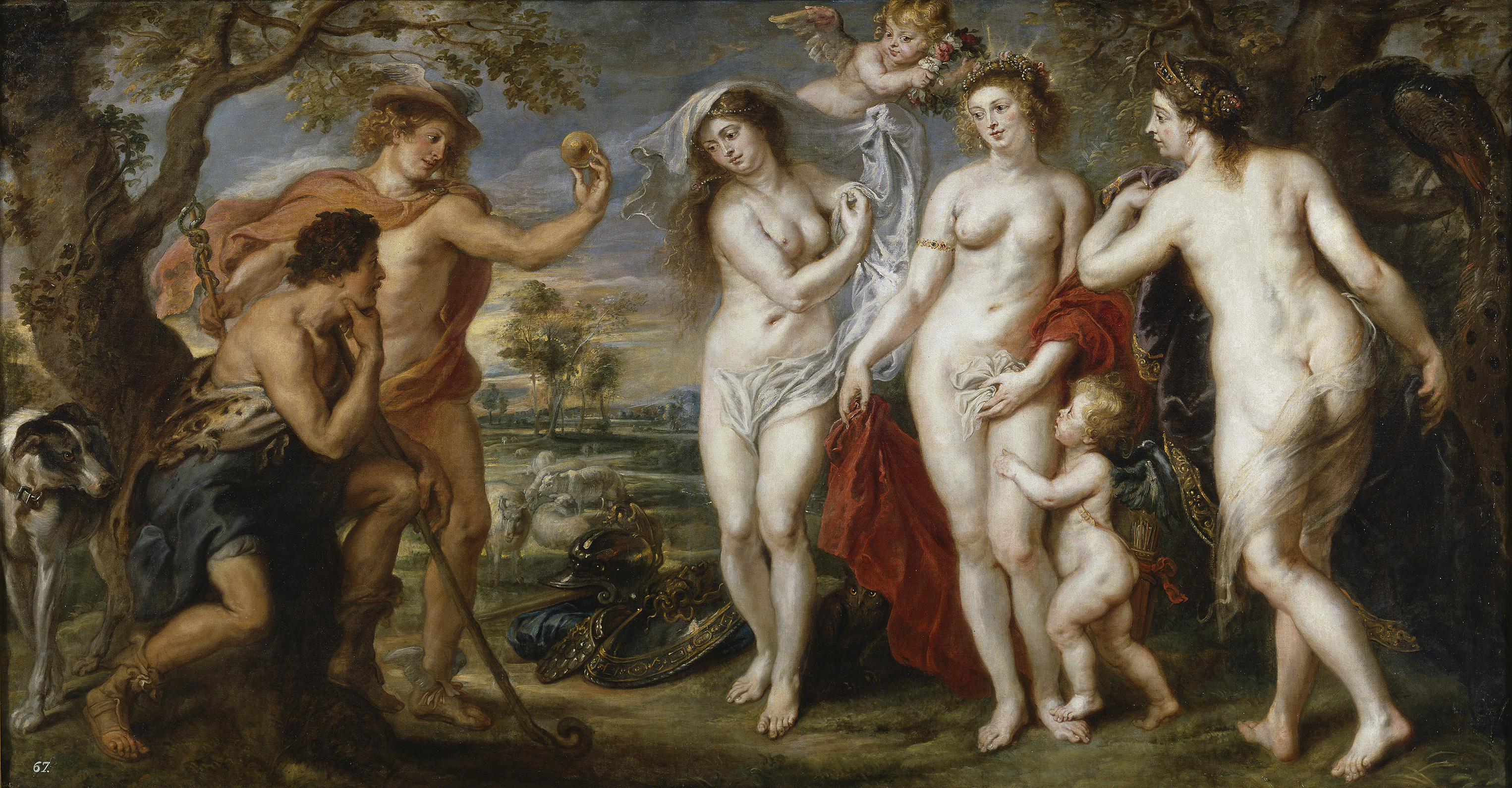
Judici de Paris (1639)

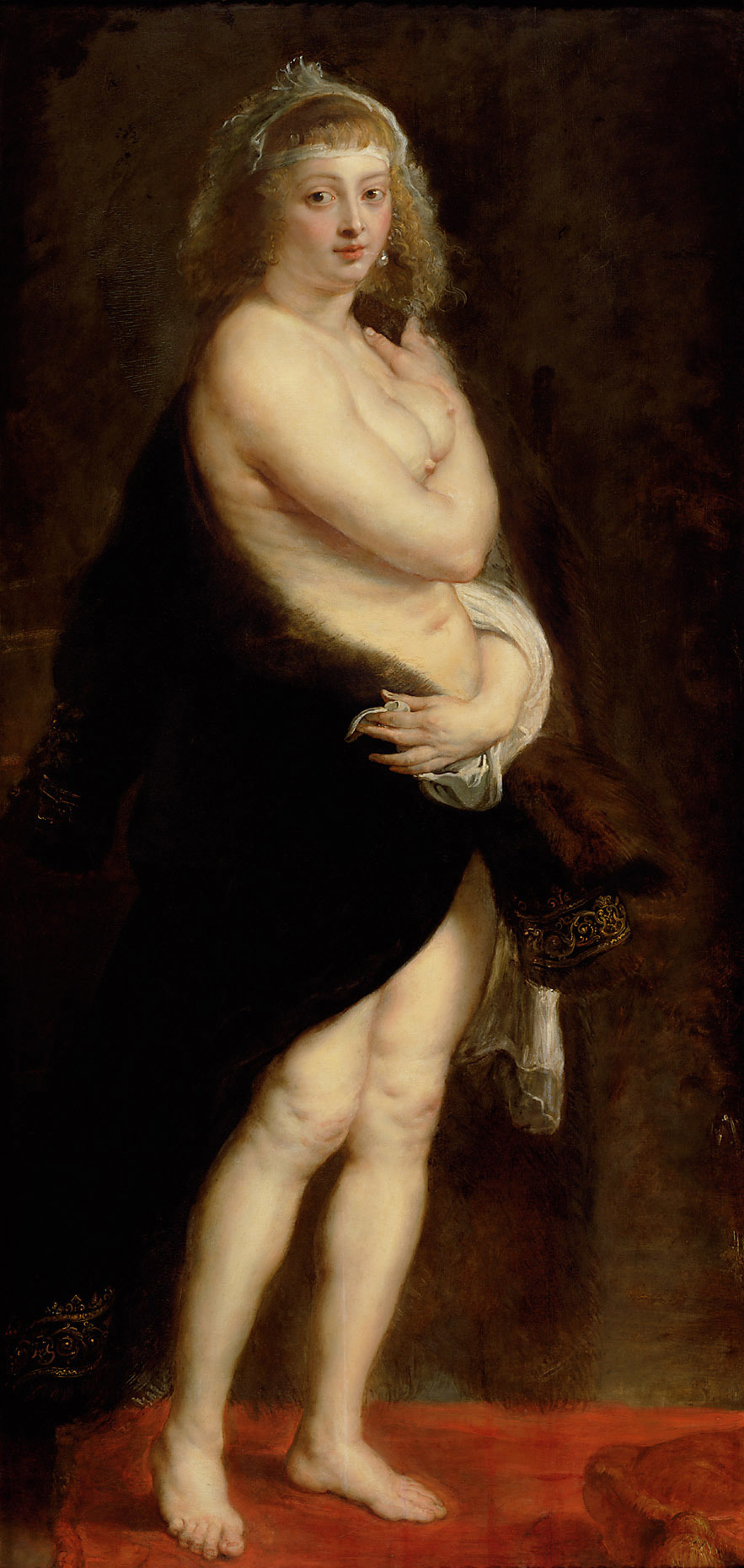
Hélène Fourment amb abric de pells (1639)

Sembla que per al pintor ja no existia una altra model millor que la seva jove esposa. La pintà de múltiples maneres, i representant tota classe de personatges, tant religiosos com mitològics; així, apareix en obres que van des de l'Hélène vestida de núvia (1630) fins a Santa Cecília (1639).
Un dels retrats més bonics és Hélène Fourment amb abric de pells, pintat el 1639. Aquesta obra demostra, més que en cap altra, els valors tonals que va aconseguir Rubens durant el seu últim període de vida. En aquest retrat de la seva dona hi ha representat un nu femení en el moment de la sortida del bany; per cobrir-se, s'embolcalla amb unes pells. El color clar, acolorit de rosa, de la pell de la jove, contrasta amb el to fosc i brillant de l'abric. El mateix contrast s'observa entre el pudor i la sensualitat que demostra el gest de la dona. És admirable la subtilesa del pintor a captar el rostre de la retratada, la dolçor i el candor de la seva expressió.
Aquests darrers anys va pintar paisatges d'una gran varietat, com l'Autoretrat amb Hélène Fourment al jardí (1631). En aquesta obra, el pintor uneix el retrat amb el paisatge. El 1635, va adquirir una finca amb el castell de Steen, on va pintar diversos paisatges, com Paisatge amb l'arc de sant Martí o Paisatge amb el castell de Steen (c. 1636), en què s'aprecia l'edifici de Rubens, envoltat d'horts i arbres. El paisatge mostra uns personatges que són dalt d'un carro, i també hi ha un caçador mig amagat en un primer pla, que es creu que pugui ser el mateix pintor. No va deixar de pintar fins al final dels seus dies. De fet, quan va morir, estava fent una sèrie de pintures per a la torre de la Parada, el pavelló de caça de Felip IV, en el qual va col·laborar i es va encarregar d'acabar-lo Jacob Jordaens. Van consistir en un conjunt de cinquanta-dos quadres amb escenes de la mitologia clàssica, a més a més d'algunes al·legories i de dues pintures de filòsofs de l'antiguitat, Heràclit, el filòsof que plora i Demòcrit, el filòsof que riu, que se suposa que formaven un grup amb Esop i Menip de Diego Velázquez, sumant un total de seixanta-una o seixanta-dues obres (es desconeix la xifra exacta).
Rubens va morir a Anvers el 30 de maig del 1640, als 63 anys, d'un tipus de gota que afecta especialment les articulacions dels dits del peu. Va ser enterrat a l'església de Saint Jacob d'Anvers. El 1642, Hélène de Fourment va fer col·locar damunt la seva làpida i dintre d'un marc de marbre l'obra La Mare de Déu i l'infant envoltats per sants, del mateix Rubens, que es creu que és un retrat de família; sant Jordi representa el pintor i Magdalena és el retrat d'Hélène.

## Obra

### El seu taller
Les pintures de Rubens es poden dividir en tres categories: 
- aquelles que pintava ell mateix;
- les que pintava en part, principalment les mans i esferes;
- aquelles que només supervisava.

Una carta del pintor dirigida a l'ambaixador anglès a Holanda, és el testimoni més clar d'aquesta tècnica de treball, ja que ell mateix diferencia les obres «enterament de la meva mà», «els treballs efectuats amb la col·laboració dels meus deixebles i retocs amb la meva mà» i finalment «les còpies dels seus alumnes». Juntament amb les còpies de pintures, els gravats van ser també molt importants per a la difusió de l'art de Rubens. En aquests gravats, feia un dibuix detallat de la composició, un ajudant el gravava en la làmina de coure i, després, el pintor feia els retocs i les millores necessàries.
Tenia un gran taller que li era molt necessari per als nombrosos encàrrecs que rebia contínuament. En una carta de l'any 1611, dirigida a Jacques de Bie, Rubens fa un comentari molt significatiu: «he hagut de refusar més de cent candidats». Es troben catalogades més de quatre mil pintures sortides del seu taller, com a seves o dels seus deixebles.

### Trets característics
En moltes de les seves pintures apareixen cossos sencers de dones voluptuoses. Les dones de Rubens són esplèndides; les mostra opulentes, amb girs dinàmics que posen en relleu les seves rodoneses, que és com va pintar les nimfes nues que hi ha al quadre Desembarcament de Maria de Mèdici a Marsella, o com ja havia expressat en anteriors pintures mitològiques com al Rapte de les filles de Leucip (1617).
|  |  |  |

Les seves característiques com a pintor són la creació de grans quadres per a altars, amb una coloració alegre i una temàtica que va des d'opulents bodegons fins a retrats aristocràtics, passant per temes de caràcter mitològic. En les seves obres va plasmar un gran moviment de formes vives, que Rubens va imposar amb un sentit de la realitat molt agut. Aquesta manera de fer, la deu en gran part a la tècnica plàstica observada a la Roma de Miquel Àngel i Caravaggio; la còpia i estudi de les obres d'aquests artistes li van permetre superar el gran expressionisme del barroc.
Els seus darrers paisatges són una conseqüència de l'observació de la natura i de la vida que envoltava el pintor: ocells, animals i vegetació, amb unes composicions que transpiren grandesa, un domini del terreny i una il·luminació amb efectes romàntics, ja deixant de banda les exuberàncies del barroc que l'havien caracteritzat en l'etapa anterior.